# Atanu Das
Atanu Das, född 5 april 1992, är en indisk bågskytt. Han deltog vid olympiska sommarspelen 2016 och 2020.